# NGC 1877
NGC 1877 ist die Bezeichnung eines Emissionsnebels mit einem eingebetteten offenen Sternhaufen im Sternbild Dorado. Das Objekt gehört zum Sternentstehungsgebiet N113 in der Großen Magellanschen Wolke und wurde im Jahr 1826 von James Dunlop entdeckt.